# Junkanoo

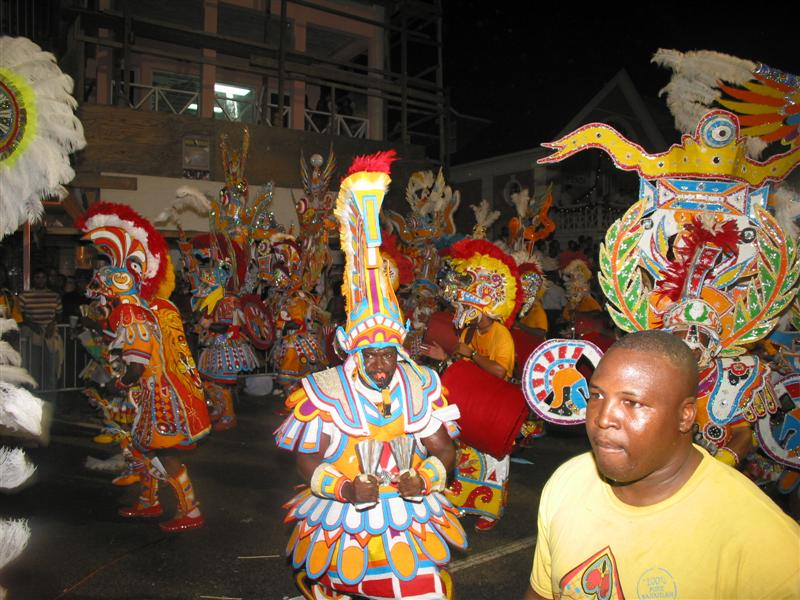
Junkanoo op de Bahama's in 2003

Een Junkanoo is een optocht met muziek die in de Caraïben wordt gehouden. Het moment waarop dit gebeurt verschilt per gebied. Vaak gebeurt dit op nieuwjaarsdag of op tweede kerstdag. De bekendste Junkanoo is die van Nassau op de Bahama's. De Junkanoos staan symbool voor de bevrijding van de slavernij.
De Junkanoos zijn ontstaan op de Bahama's in de 16e of 17e eeuw. De betekenis is niet duidelijk. Mogelijk is het gebruik afkomstig uit Afrika. Op een zeker moment kregen de slaven rond de kerst een dag vrij om feest te vieren buiten de plantages. Dit was het begin van de Junkanoos. Mogelijk is de optocht vernoemd naar een slaaf met de naam John Canoe die zich samen met andere slaven afzonderde, waarna ze zich verkleedden en danspartijen hielden. Hierna maakte hij zich hard voor een vrije feestdag voor de slaven.
In andere overleveringen was John Canoe of Jan Kwaw de West-Afrikaanse koning van de Ahanta, die de slavenkopers bestreed, en zelfs een zwarte slavenhandelaar, die bij de overdracht van zijn koopwaar zou hebben bedongen, dat de plantageslaven op kerstmis een vrije dag zouden krijgen.
Een andere theorie zegt dat het een verbastering van junk enoo is. Dit was een Schotse uitdrukking die zoiets betekent als genoeg rommel waarmee de Junkanoos laatdunkend werden benoemd.
Junkanoos zijn te zien in de films After the Sunset, Thunderball en Jaws: The Revenge.